# Filip de Suabia
Filip de Suabia  (n. august 1177, Pavia, Ducatul Milanului – d. 21 iunie 1208, Bamberg, Bayerischer Reichskreis⁠(d), Germania), membru al dinastiei Hohenstaufen, a fost duce de Suabia din anul 1196 și rege romano-german din 1198 până la moarte, ca rival al împăratului Otto al IV-lea.

## Biografie
Filip a fost cel de al cincilea și cel mai tânăr dintre fiii împăratului Frederic I "Barbarossa" cu contesa Beatrice I de Burgundia, fiica contelui Renaud al III-lea, de Burgundia. El era totodată frate al împăratului Henric al VI-lea. El a intrat în rândul clerului, fiind diacon de Aachen, iar în 1190 sau 1191 a fost ales ca episcop de Würzburg. Însoțindu-l pe fratele său Henric în Italia în 1191, Filip a părăsit vocația ecleziastică și, în cadrul unei noi călătorii în Italia, a devenit duce de Toscana în 1195, primind extinse posesiuni teritoriale. În suita sa s-a aflat și minnesinger-ul Bernger de Horheim.
În 1196, Filip a devenit duce de Suabia, după moartea fratelui său Conrad al II-lea. În mai 1197, s-a căsătorit cu regina-văduvă a Siciliei, Irina Angelina, fiică a împăratului bizantin Isaac al II-lea Angelos și văduvă a regelui Roger al III-lea al Siciliei, o doamnă care era descrisă de către Walther von der Vogelweide ca "trandafirul fără spin, porumbelul fără vină".
Filip s-a bucurat de încrederea fratelui său într-o mare măsură și se pare că a fost desemnat ca protector al tânărului fiu al lui Henric al VI-lea, Frederic, viitorul Frederic al II-lea de Hohenstaufen după moartea lui Henric. În 1197, el a pus la cale aducerea lui Frederic din Sicilia pentru a fi încoronat ca rege al germanilor, atunci când a primit vestea morții împăratului. Se pare că Filip dorea să apere interesele nepotului său și totodată să liniștească dezordinea care apăruse la moartea lui Henric, însă s-a dovedit a fi depășit de evenimente. Ostilitatea față de numirea ca rege a unui copil era în creștere, iar după ce Filip fusese ales ca apărător al Imperiului pe parcursul minoratului lui Frederic, el a consimțit la propria sa alegere. Astfel, el a fost ales ca rege german la Mühlhausen în 8 martie 1198, fiind încoronat la Mainz în 8 septembrie.
Între timp, un număr de principi ostili față de Filip, sub conducerea arhiepiscopului Adolf de Köln, a ales un anti-rege în persoana lui Otto, cel de al doilea fiu al ducelui Henric Leul de Saxonia și membru al Casei de Welf. În războiul care a urmat, Filip, care avea principala susținere în Germania de Sud, s-a bucurat de un succes consistent. În 1199, el a primit noi adeziuni la cauza sa și a reușit să mute aria de dispută pe teritoriul adversarului său, care încă nu obținuse sprijinul din partea papei Inocențiu al III-lea și nu avea decât o slabă susținere din partea aliatului său, regele Filip al II-lea August al Franței. Anul următor însă a fost mai puțin favorabil armatelor sale; iar în martie 1201 Inocențiu al III-lea a luat măsura decisivă de a-i plasa pe Filip și pe asociații săi sub interdict, începând să lucreze cu hotărâre în favoarea lui Otto.
Tot în 1201, Filip a primit vizita vărului său, marchizul Bonifaciu de Montferrat, pe atunci comandantul Cruciadei a patra. În acel moment, cruciații asediau Zara în Marea Adriatică. Deși motivele exacte ale întâlnirii rămân necunoscute, Bonifaciu s-a întâlnit la curtea lui Filip și cu tânărul Alexios (viitorul Alexios al IV-lea al Constantinopolului), cumnat al lui Filip. Alexios l-ar fi convins pe Bonifaciu și ulterior și pe venețieni să devieze cruciada către Constantinopol pentru a-l reinstaura pe Isaac al II-lea Angelos pe tronul Bizanțului, dat fiind că de curând fusese depus de către fratele său, Alexios al III-lea Angelos, unchiul tânărului Alexios și al Irinei.
Următorii doi ani s-au dovedit și mai nefavorabili pentru cauza lui Filip. Otto, având susținerea regelui Ottokar I al Boemiei și a lui Herman I de Turingia, landgraf de Turingia, l-a alungat pe Filip din Germania de Nord, obligându-l astfel să recurge cu umilință la concesii din partea papei Inocențiu, rămase și acestea fără rezultat. Totuși, supunerea față de Filip a lui Herman de Turingia din 1204 a marcat punctul de cotitură al norocului său, Herman fiind urmat curând de arhiepiscopul Adolf de Köln și de ducele Henric I de Brabant.
La 6 ianuarie 1205, Filip a fost din nou încoronat cu mare pompă la Aachen de către Adolf de Altena, deși abia în 1207 intrarea sa în Köln a marcat încheierea oficială a războiului. O lună sau două mia târziu, interdictul papal asupra sa a fost ridicat, iar în martie 1208 se pare că s-a încheiat un tratat prin care un nepot al papei Inocențiu al III-lea urma să se căsătorească cu una dintre fiicele lui Filip și să primească mult disputatul Ducat de Toscana. Filip se pregătea să reprime ultimele rezistențe ale rebeliunii din Braunschweig-Lüneburg când a fost asasinat la Bamberg în 21 iunie 1208, de către contele Otto al VIII-lea de Wittelsbach Arhivat în 4 martie 2012, la Wayback Machine., conte palatin din Bavaria.
Filip a fost un bărbat curajos și mărinimos, iar scriitorii contemporani, printre care Walther von der Vogelweide, i-au lăudat blândețea și generozitatea.

## Familia
Filip de Suabia a fost căsătorit cu Irina Angelina, fiică a împăratului Isaac al II-lea Angelos al Bizanțului în 25 mai 1197, cu care a avut patru fiice:
- Beatrice de Hohenstaufen (1198–1212), căsătorită cu Otto de Welf, rivalul tatălui său
- Cunigunda de Hohenstaufen (1200–1248), căsătorită cu regele Venceslau I al Boemiei
- Maria de Hohenstaufen (1201–1235), căsătorită cu ducele Henric al II-lea de Brabant
- Elisabeta de Hohenstaufen (1203–1235), căsătorită cu regele Ferdinand al III-lea al Castiliei